# Megachile maculariformis
Megachile maculariformis är en biart som beskrevs av Cockerell 1907. Megachile maculariformis ingår i släktet tapetserarbin, och familjen buksamlarbin. Inga underarter finns listade i Catalogue of Life.